# Silvester van der Water
Silvester van der Water, né le 30 septembre 1996 à Blaricum aux Pays-Bas, est un footballeur néerlandais qui joue au poste d'attaquant au RKC Waalwijk.

## Biographie

### En club

#### Almere City
Né à Blaricum aux Pays-Bas, Silvester van der Water commence sa carrière professionnelle à Almere City. Il joue son premier match le 12 février 2016, lors d'une rencontre de championnat face au FC Eindhoven. Il entre en jeu et son équipe s'incline par deux buts à un ce jour-là.

#### Heracles Almelo
En juillet 2018 Silvester van der Water s'engage à l'Heracles Almelo pour trois saisons plus une en option. Il joue son premier match sous ses nouvelles couleurs le 18 août 2018, lors de la deuxième journée de la saison 2018-2019 d'Eredivisie contre le ADO La Haye. Son équipe s'impose sur le score de quatre buts à deux ce jour-là.

#### Orlando City
Le 23 février 2021, il signe en faveur du Orlando City SC en Major League Soccer,. Il joue son premier match pour Orlando le 17 avril 2021, lors de la première journée de la saison 2021 face à Atlanta United. Il entre en jeu à la place d'Alexandre Pato et les deux équipes se neutralisent (0-0).

#### SC Cambuur
Le 1er juillet 2022, Silvester van der Water retourne aux Pays-Bas pour s'engager en faveur du SC Cambuur. Il signe un contrat de trois ans.
Van der Water inscrit son premier but pour Cambuur le 1er octobre 2022, lors d'une rencontre de championnat face au PSV Eindhoven. Titulaire ce jour-là, il ouvre le score et contribue à la victoire de son équipe par trois buts à zéro,.

#### PEC Zwolle
Le 1er février 2024, Silvester van der Water rejoint le PEC Zwolle sous la forme d'un prêt jusqu'à la fin de la saison.